# Txernixov (cràter)

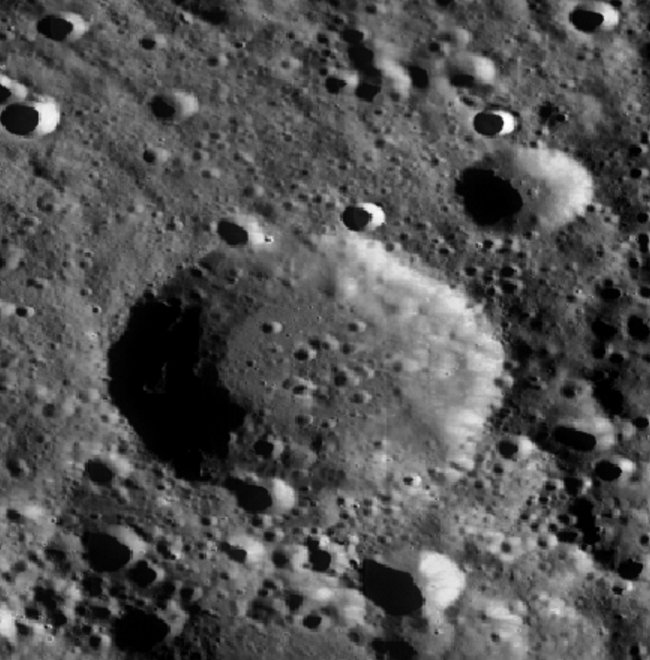
Fotografia de la missió Lunar Reconnaissance Orbiter.

Txernixov és un cràter d'impacte que es troba en la part nord de la cara oculta de la Lluna, al nord-est del cràter Chandler, i al sud-est de la plana emmurallada del cràter D'Alembert.

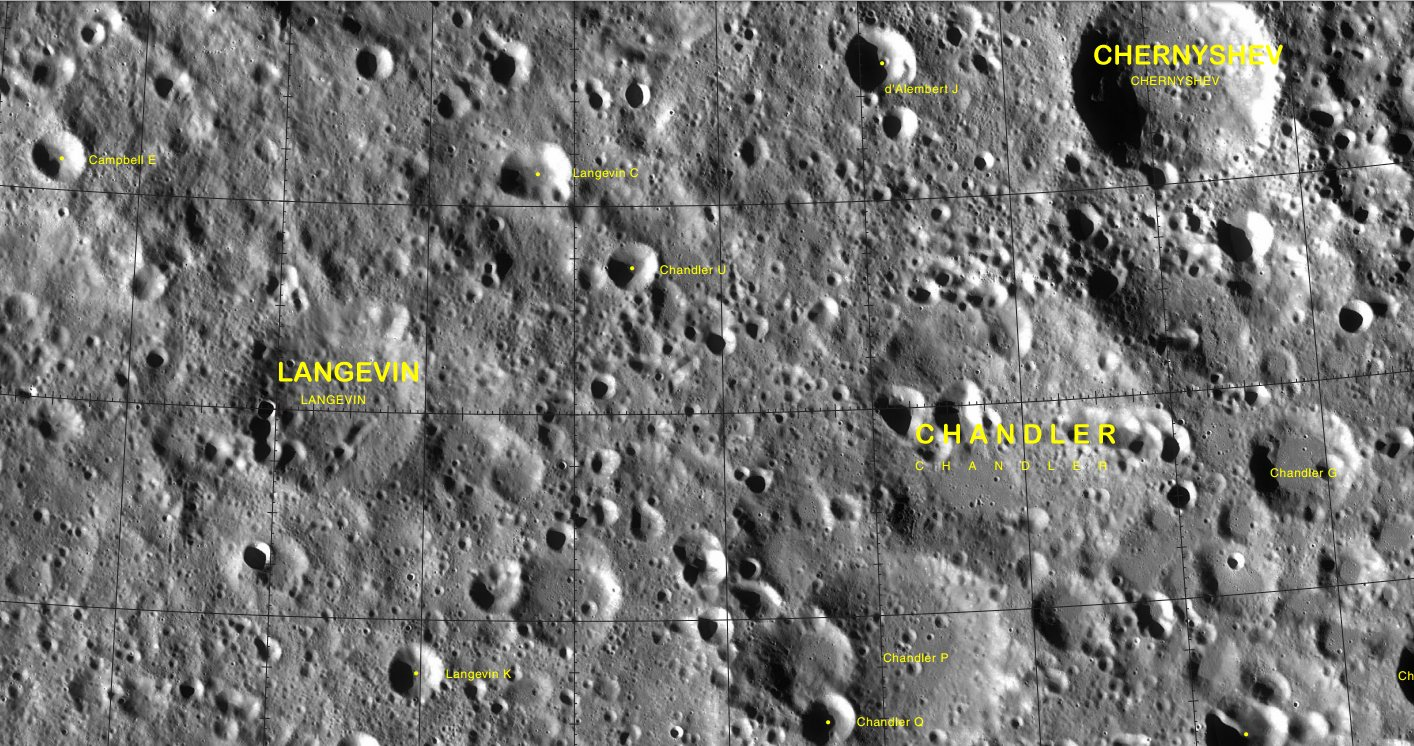
Localització de Txernixov (a dalt a la dreta). Fotografia de la missió Lunar Reconnaissance Orbiter

La vora d'aquest cràter ha estat desgastada per impactes posteriors, amb diversos petits cràters que es troben al llarg del brocal. La part sud de la vora en particular, ha estat més fortament erosionada i modificada pels impactes si es compara amb la part nord del perímetre. El sòl interior presenta més impactes en la meitat oriental, en comparació de l'oest, encara que fins i tot la regió posterior no està lliure d'impactes petits. En canvi, el sòl és relativament pla. El cràter manca d'un pic central o de crestes significatives.

## Cràters satèl·lit
Per convenció aquests elements són identificats en els mapes lunars posant la lletra en el costat del punt central del cràter que està més prop de Txernixov.
|           | \| Txernixov \| Coordenades \| Diàmetre \| \| --------- \| -------------------------------------- \| -------- \| \| B \| 48° 30′ N, 175° 42′ E / 48.5°N,175.7°E \| 20 km \| |          |
| Txernixov | Coordenades | Diàmetre |
| B         | 48° 30′ N, 175° 42′ E / 48.5°N,175.7°E | 20 km    |